# John Paul Jones (marin)
Pour les articles homonymes, voir Jones et John Paul Jones.
John Paul Jones, né à Arbigland près de Kirkbean (Écosse) le 6 juillet 1747 et mort à Paris le 18 juillet 1792, est un officier de marine écossais. Engagé dans la marine américaine, il est l'un des héros sur mer de la guerre d'indépendance des États-Unis. Bien qu'il se soit fait des ennemis au sein de l'élite politique américaine, son action pendant la révolution lui vaut une réputation qui dépasse les frontières de la jeune nation et qui persiste aujourd'hui. Il sert par la suite dans la Marine impériale russe.
Au cours de son combat contre le HMS Serapis, Jones prononce, selon le récit qui sera fait par la suite par son premier lieutenant, une réplique passée à la postérité. Au capitaine britannique qui lui enjoint de se rendre, il répond : « I have not yet begun to fight! » (« Je n’ai pas encore commencé à me battre ! »).

## Biographie

### Origines et débuts
John Paul (il ajoutera « Jones » par la suite à son nom) naît le 6 juillet 1747 au domaine d'Arbigland près de Kirkbean dans le Stewartry of Kirkcudbright sur la côte sud-ouest de l'Écosse. Selon d'autres sources[Lesquelles ?], il serait né dans la presqu'île de Sainte-Marie sur les côtes de Galloway vers 1736. Son père, John Paul Sr., est jardinier du comte de Selkirk à Arbigland, et sa mère se nomme Jean Duff. Ses parents se marient le 29 novembre 1733 à New Abbey, Kirkcudbright. John Paul entre dans la marine marchande à l'âge de 13 ans, mettant les voiles depuis Whitehaven, situé dans le comté de Cumberland, en tant qu'apprenti-contremaître à bord du Friendship sous les ordres du captain Benson. Son frère aîné, William Paul, s'était marié et installé à Fredericksburg en Virginie, qui sera la destination de plusieurs voyages de son frère cadet.
Pendant plusieurs années, John Paul navigue à bord de différents navires marchands et négriers, parmi lesquels le King George en 1764 en tant que troisième lieutenant, et le Two Friends en tant que premier lieutenant en 1766. Après quelques années passées en mer, il est dégoûté par la cruauté de la traite négrière et, en 1768, il abandonne son poste à bord du Two Friends alors que ce dernier est à l'ancre en Jamaïque. Il parvient à négocier son retour en Écosse à bord d'un autre navire et retrouve un poste équivalent.
Pendant son voyage suivant à bord du brick John, qui prend la mer en 1768, le jeune John Paul va voir sa carrière progresser rapidement et de manière inattendue après la mort soudaine du capitaine et d'un sous-officier de la fièvre jaune. John prend le commandement du navire et parvient à le ramener sain et sauf au port le plus proche. En remerciement, les propriétaires écossais du navire le nomment commandant du brick et de son équipage et lui offrent 10 % de la valeur du chargement. Il commande ce bâtiment lors de deux voyages aux Indes occidentales avant de rencontrer des difficultés.
Pendant son second voyage en 1770, John Paul fouette vigoureusement l'un de ses marins, et sera accusé de maintenir la discipline par des moyens « inutilement cruels ». Bien que ces accusations aient été — dans un premier temps — rejetées, sa bonne réputation est détruite lorsque le marin fouetté meurt quelques semaines plus tard. Les sources divergent sur le fait qu'il ait été arrêté pour son implication dans la mort de cet homme, mais, quoi qu'il en soit, les conséquences négatives que cause cette mort sur sa réputation sont indiscutables.
Quittant l’Écosse, John Paul reçoit le commandement d'un bâtiment enregistré à Londres, le Betsy, pendant une période de 18 mois, au cours de laquelle il s'engage dans la spéculation commerciale avec Tobago. Cependant, son commandement prend fin lorsque John tue avec son épée un membre de son équipage, le charpentier Blackton, qui s'était mutiné pour une question de salaire. Des années plus tard, dans une lettre adressée à Benjamin Franklin il décrira l'incident et affirmera qu'il était dans un état de légitime défense. N'ayant pas été jugé par une Admiral's Court, il se sent obligé de fuir, dans l'espoir d'éviter la prison, et de trouver refuge auprès de son frère ainé à Fredericksburg, Province de Virginie, laissant sa fortune derrière lui. Il est dès lors considéré comme un pirate par les Britanniques.
À Fredericksburg, il entreprend de remettre en ordre les affaires de son frère, qui était mort sans laisser de descendance ; et il ajoute alors Jones, à la fin de son nom de naissance. Il existe depuis longtemps en Caroline du Nord des récits qui affirment que John Paul aurait ajouté « Jones » à son nom en l'honneur de Willie Jones d'Halifax, en Caroline du Nord,, sans qu'on puisse établir leur véracité.
Ses prédispositions en faveur de l'indépendance de l'Amérique se renforcent et seront confirmées par la suite. À partir de cette époque, et comme il le confirmera par la suite au baron Joan Derk van der Capellen tot den Pol, l'Amérique devient « le pays de son tendre choix ». Peu de temps après, John Paul « Jones » rejoint la Marine américaine pour se battre contre les Britanniques.

### En Amérique du Nord
Les sources divergent quant à cette période de la vie de John Paul Jones, en particulier en ce qui concerne sa situation de famille, rendant difficile l'explication des motifs qui poussent Jones à émigrer en Amérique. Que les plans qu'il avait d'établir une plantation aient échoué ou qu'il ait été motivé par son esprit révolutionnaire, ces questions font aujourd'hui encore l'objet de débats.
Ce qui est tenu pour certain, c'est que Jones part pour Philadelphie peu de temps après s'être établi en Amérique du Nord pour se proposer en tant que volontaire dans la Continental Navy nouvellement créée, qui est l'ancêtre de la United States Navy. À cette époque, vers 1775, la Navy et les Marines sont en train d'être mis sur pieds et la demande est forte d'officiers supérieurs et de capitaines de qualité. Sans le soutien et la protection de Richard Henry Lee qui connaissait ses talents de marin, la carrière de Jones aurait pris un autre tournant. Cependant, avec l'aide de membres influents du Continental Congress, Jones est nommé — le 7 décembre 1775 — premier lieutenant de la frégate de 24 canons USS Alfred récemment commissionnée au sein de la Continental Navy.

### La guerre d'indépendance des États-Unis

#### Premiers commandements
Jones met les voiles depuis la rivière Delaware en février 1776 à bord de l’Alfred dans ce qui devait être la première croisière de la Continental Navy, l'ancêtre de l'United States Navy. À bord de ce bâtiment, Jones a l'honneur de hisser pour la première fois le pavillon américain sur un navire de guerre. Jones arbore en réalité le Grand Union Flag, et non pas l'actuel drapeau des États-Unis qui apparaîtra par la suite. La flotte, qui devait selon les plans initiaux croiser le long des côtes, reçoit l'ordre du Commodore Esek Hopkins de mettre les voiles en direction des Bahamas, où un raid est lancé sur Nassau pour s'emparer du matériel militaire qui y était stationné. Au retour de la flotte, elle fait une rencontre malheureuse avec une frégate britannique  de sixième rang. En mai 1776, Jones reçoit le commandement du sloop Providence. Le Congrès avait alors récemment ordonné la construction de treize frégates pour la Marine américaine, et l'une d'entre elles devait être confiée à Jones. En échange de cette commission prestigieuse, Jones accepte de commander la Providence, de taille inférieure, en attendant. Pendant ses six semaines de croisière, Jones capture seize bateaux et inflige des dégâts importants à la flotte de pêche britannique au large des côtes de Nouvelle-Écosse. Jones reçoit un nouveau commandement après que le commodore Hopkins ait ordonné de libérer des centaines de prisonniers américains forcés de travailler dans les mines de charbon de Nouvelle-Écosse et d'attaquer la flotte marchande britannique dans les parages. Le 1er novembre 1776, Jones met les voiles à bord de l'USS Alfred pour mener à bien cette mission. Bien que les conditions climatiques hivernales aient empêché la libération des prisonniers, les Américains parviennent à capturer le Mellish, un vaisseau transportant des vêtements d'hiver, ravitaillement vital destiné aux troupes de John Burgoyne, présentes au Canada.

#### Commandement duRanger
Malgré ses succès en mer, à son retour à Boston le 16 décembre 1776, les désaccords de Jones avec les autorités en place atteignent un niveau supplémentaire. Alors qu'il se trouve au port, une dispute éclate entre lui et le commodore Hopkins, dont Jones pensait qu'il ralentissait son avancement et s'employait à faire rejeter ses plans de campagne. À la suite de cette altercation et d'autres plus anciennes, Jones est puni en se voyant confier le commandement d'un bâtiment moins important, l'USS Ranger nouvellement construit. Il reçoit ce commandement le 14 juin 1777 (le jour même où le nouveau drapeau Stars and Stripes est adopté).
Après avoir effectué les préparations nécessaires, Jones reprend la mer en direction de la France le 1er novembre 1777 avec l'ordre de défendre la cause américaine de quelque manière que ce soit. Les commissaires envoyés en France par le Congrès américain, Benjamin Franklin, John Adams et Arthur Lee, écoutent les recommandations stratégiques de Jones. Ces derniers lui assurent le commandement de L'Indien, un nouveau vaisseau en train d'être construit pour les États-Unis à Amsterdam. Cependant, la Grande-Bretagne, parvient à empêcher la livraison de L'Indien aux Américains en exerçant des pressions sur les Provinces-Unies et en obtenant qu'à la place il soit vendu à la France (qui n'était pas encore alliée aux insurgents américains à l'époque). Jones se voit à nouveau privé de commandement, ce qui lui rappelle la période qu'il a connue à Boston entre la fin 1776 et le début de l'année 1777. Il est probable que c'est pendant cette période que Jones développe une solide amitié avec Benjamin Franklin, qu'il admirait grandement. En 1778, il est admis, en compagnie de Benjamin Franklin, dans la loge maçonnique « Les Neuf Sœurs ».
Le 6 février 1778, le royaume de France signe le Traité d'alliance avec les États révoltés d'Amérique, reconnaissant formellement l'indépendance de la nouvelle république américaine. Huit jours plus tard, l'USS Ranger commandé par le Captain Jones est le premier bâtiment de guerre américain à être salué par une nation étrangère, par neuf coups de canons tirés sur ordre du capitaine de vaisseau Lamotte-Picquet. Jones écrit à propos de cet événement : « I accepted his offer all the more for after all it was a recognition of our independence and in the nation » (« J'ai accepté cette offre d'autant plus qu'après tout il s'agissait de la reconnaissance de notre indépendance et de notre nation. »).
Finalement, le 10 avril 1778, Jones quitte Brest et dirige le Ranger vers la côte occidentale de la Grande-Bretagne.

#### Attaque des côtes britanniques à bord duRanger

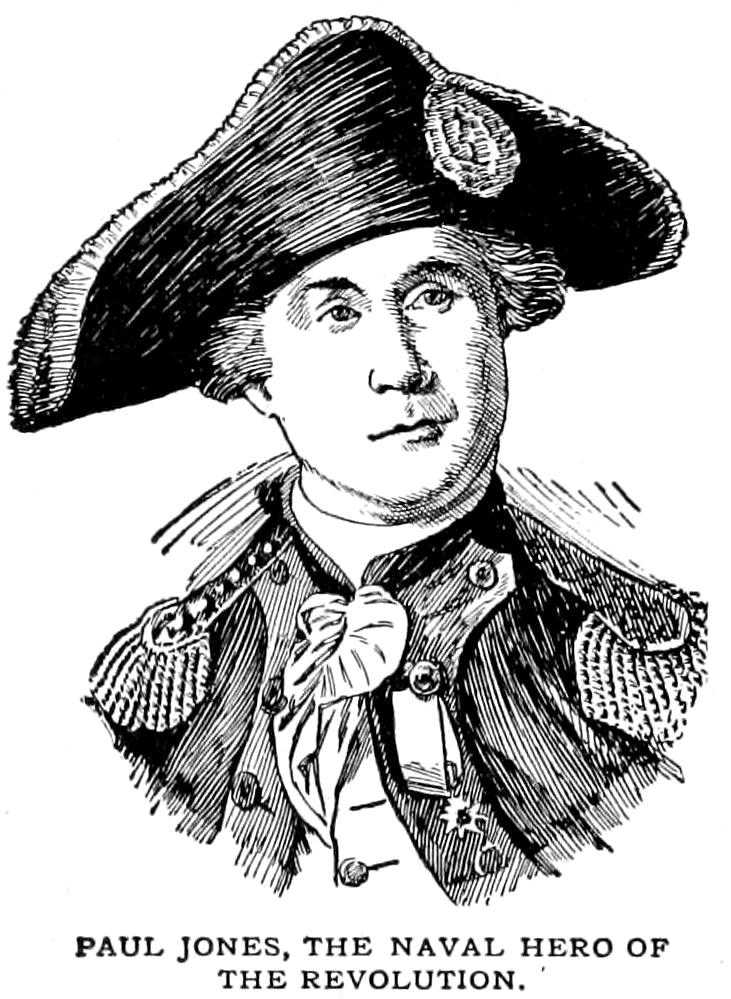

Après quelques succès initiaux contre des navires marchands britanniques en mer d'Irlande, le 17 avril 1778, Jones persuade son équipage de lancer une attaque le port côtier de Whitehaven, la ville où il avait débuté quelques années auparavant sa carrière maritime. Jones écrira par la suite à propos des médiocres qualités de commandement de ses officiers (ayant dans un premier temps évité avec tact ces questions dans son rapport officiel) : « Leur objectif, disaient-ils, était le gain et non l'honneur. Ils étaient pauvres : au lieu d'encourager la moralité de leur équipage, ils les incitaient à la désobéissance ; ils les persuadaient qu'ils avaient le droit de juger si une mesure qui leur était proposée était bonne ou mauvaise. »,.
Des vents contraires contraignent le capitaine du Ranger à renoncer à l'attaque de la ville, et poussent son bâtiment en direction de l'Irlande, causant de nouvelles pertes à la marine marchande britannique en chemin
Le 20 avril 1778, Jones apprend par des marins qu'il venait de capturer que le man'o'war de la Royal Navy le HMS Drake était à l'ancre à Carrickfergus en Irlande. Selon le journal tenu par le chirurgien du Ranger, la première intention de
Jones est alors d'attaquer le vaisseau en plein jour, mais ses hommes sont « peu disposés à la mener » dans ces conditions (cet autre incident qui est également omis dans le rapport officiel). Ainsi, l'assaut sur le vaisseau britannique est lancé juste après minuit, mais dans la pénombre (ou peut-être, comme Jones l'affirmera dans des mémoires, parce que l'homme était ivre) le marin chargé de jeter l'ancre pour arrêter la course du Ranger aux côtés du Drake commet une erreur de jugement de telle sorte que Jones n'a pas d'autre choix que de couper le câble et de prendre la fuite.

Mais le 24 avril, Jones croise à nouveau le Drake qui cette fois va se rendre après un combat d'un peu plus d'une heure au cours duquel le capitaine Burden trouve la mort. La prise une fois restaurée au port de Brest, la vente en est confiée à Jonathan Williams, le neveu de Benjamin Franklin. Par suite de malentendus, ce n'est pas le capitaine McNeil qui l'obtient mais Jean Peltier Dudoyer.

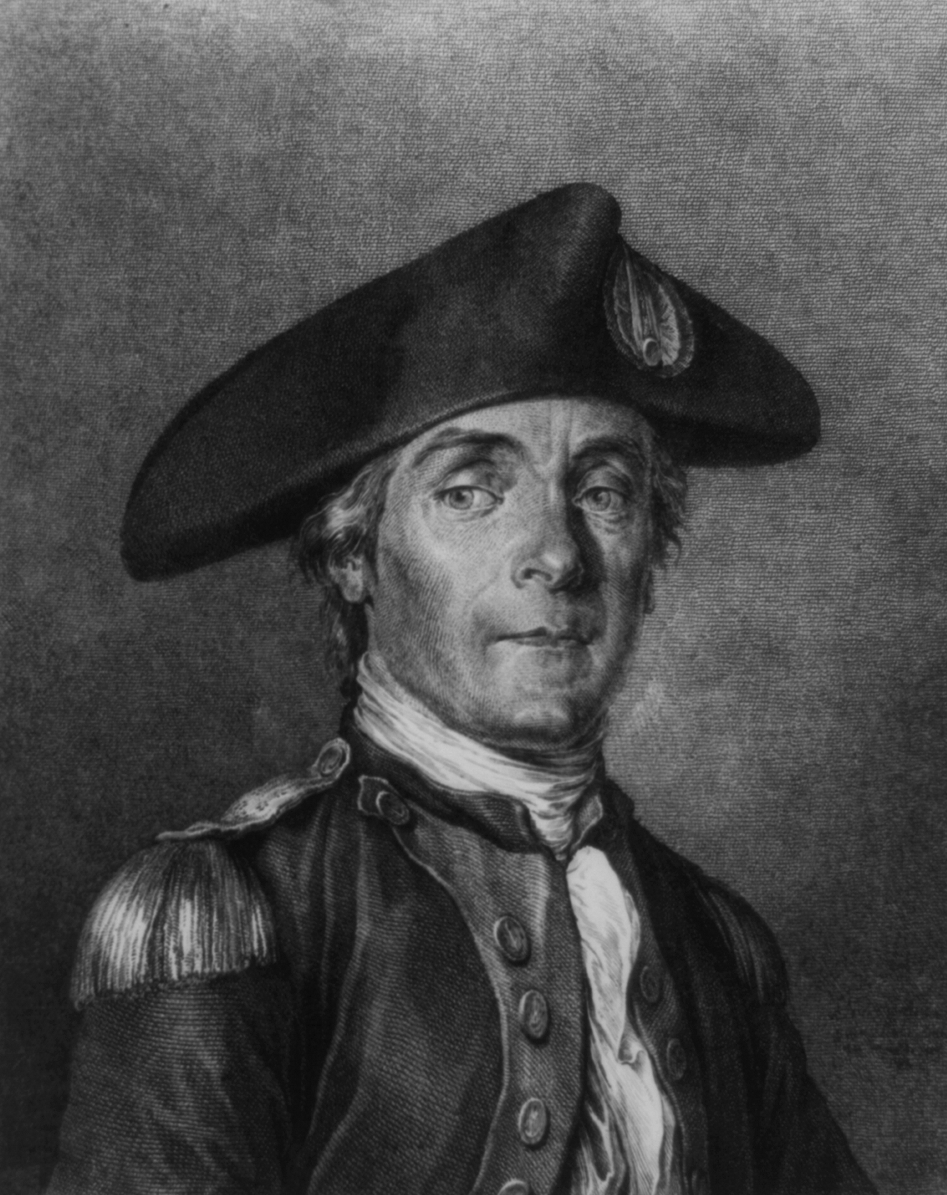
John Paul Jones
Portait dessiné d'après nature et gravé à l'eau-forte par Moreau le Jeune en 1780 et terminé au burin par Jean-Baptiste Fosseyeux en 1781.

Les vents ayant changé de direction, le Ranger traverse de nouveau la mer d'Irlande pour faire une nouvelle tentative d'assaut sur Whitehaven. Jones mène l'attaque avec deux canots de quinze hommes le 23 avril 1778, juste après minuit, espérant mettre le feu et couler tous les bâtiments à l'ancre dans le port de Whitehaven (dont le nombre était compris entre 200 et 400), principalement des navires marchands et des navires de transport de charbon. L'attaque est également destinée à terroriser les habitants de la ville. Cependant l'attaque est rendue difficile par un vent de terre qui ralentit l'atterrage, ainsi que par une marée descendante. Les Américains parviennent à enclouer les gros canons défensifs de la ville, mais la mise à feu des vaisseaux s'avère plus compliquée que prévu, les lanternes des deux canots ayant consommé toute leur huile. Pour y remédier, des hommes sont envoyés attaquer une taverne située à proximité des quais, mais la tentation de s'arrêter pour boire un verre retarde ces derniers. Lorsque ces derniers reviennent, les assaillants entreprennent de mener à bien leur mission, mais l'aube approchant, les efforts sont concentrés sur un seul bâtiment, le Thompson, navire de transport de charbon, dans l'espoir que les flammes mettraient le feu aux bâtiments alentour, reposant tous sur la vase à marée basse. Cependant, dans la pénombre, un des membres d'équipage s'éclipse et alerte les habitants d'une rue proche du port. L'alerte est donnée et un grand nombre de personnes accourent en direction des quais, contraignant les Américains à se retirer, et éteignent les flammes grâce aux deux pompes à incendie de la ville. Cependant, les tentatives de couler le vaisseau de Jones, resté au large, échouent grâce à l'enclouage prudent des canons
Traversant le Solway Firth entre Whitehaven en direction de l’Écosse, Jones espère prendre en otage le comte de Selkirk, qui vivait sur St Mary's Isle près de Kirkcudbright, et contre lequel il pourrait demander une rançon. Jones pensait également pouvoir échanger le comte contre des marins américains enrôlés de force dans la Royal Navy. En apprenant que le comte était absent de son domaine, Jones affirme qu'il voulait alors retourner directement à son vaisseau et continuer à se mettre à la recherche de nouvelle prises, mais que son équipage était désireux de « piller, brûler et saccager tout ce qu'ils pouvaient »,. Finalement, Jones n'autorise son équipage qu'à se saisir d'un plat en argent gravé des armoiries de la famille, afin de satisfaire leur volonté de pillage, mais rien d'autre. Jones rachètera lui-même le plat lorsque ce dernier sera vendu en France, et le fera parvenir au comte de Selkirk à la fin de la guerre.
Bien que l'effet de ces attaques sur le moral de la population côtière ait été significatif et que la présence d'un bâtiment américain ait nécessité la mobilisation de troupes à terre, les attaques sur St. Mary's Isle et Whitehaven n'entraînèrent ni prises ni profits qui, en temps normal, étaient partagés parmi les équipages. Tout au long de la mission, l'équipage, conduit par le commandant en second de Jones, le lieutenant Thomas Simpson, se comportera en corsaires, et non en équipage de navire de guerre.

#### LeBonhomme Richard

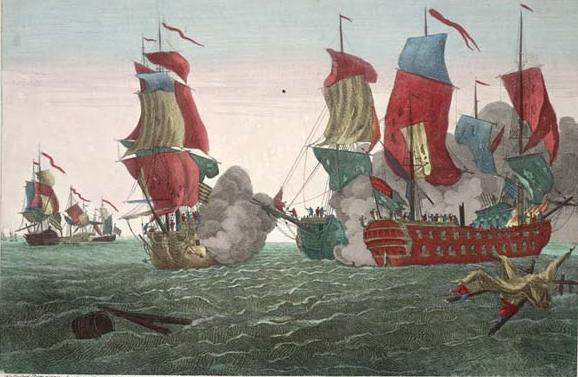
Gravure basée sur la peinture Action Between the Serapis and Bonhomme Richard de Richard Paton, publiée en 1780.

En 1778, avec l’appui de Benjamin Franklin, il obtient de la France un navire, le Bonhomme Richard, qu’il équipe et arme à ses frais. Il prend ensuite la tête d’une flotte franco-américaine de cinq navires (Bonhomme Richard (42 canons), Pallas (32 canons), Alliance (32 canons), Vengeance (12 canons), et Le Cerf. La petite flottille quitte Lorient en août 1779. Le 14 de ce même mois, elle rencontre un convoi venant de la Baltique escorté par le Countess of Scarborough (20 canons) et le HMS Serapis (50 canons).
En 1779, le captain Jones prend le commandement de l'USS Bonhomme Richard (ou, comme il préférait l'appeler, Bon Homme Richard), un navire marchand armé de 42 canons, reconstruit et offert aux États-Unis par le riche armateur français, Jacques-Donatien Le Ray de Chaumont. Le 14 août, pendant qu'une importante flotte d'invasion franco-espagnole met les voiles en direction de l'Angleterre, il fournit une diversion en se dirigeant vers l'Irlande à la tête d'une petite escadre de cinq bâtiments comprenant l'USS Alliance (36 canons), le Pallas (32), le Vengeance (12), et Le Cerf, accompagnés par deux navires corsaires français le Monsieur et le Granville. Quelques jours seulement après avoir quitté Groix, le Monsieur se sépare du reste de l'escadre en raison d'un désaccord entre son capitaine et Jones.

Le John Paul Jones flag, il est entré dans les livres de bord hollandais afin d'éviter que Jones puisse être confondu avec un pirate après avoir capturé le Serapis sous un « unknown flag. » (« pavillon inconnu »).

Plusieurs vaisseaux de la Royal Navy sont envoyés en direction de l'Irlande à la poursuite de Jones, mais ce dernier continue sa route, dépasse le nord de l’Écosse et s'engage en mer du Nord, créant un sentiment de panique le long de la côte est de Grande-Bretagne et jusqu'à l'estuaire du Humber au sud. Les principaux problèmes auxquels Jones doit faire face, comme lors de ses précédents voyages, tiennent à l'insubordination de ses hommes, en particulier de la part de Pierre Landais, capitaine de l’Alliance. Le 23 septembre 1779, l'escadre rencontre un important convoi de navires marchands au large de Flamborough Head, à l'est du Yorkshire. La frégate britannique HMS Serapis (50 canons) et le Countess of Scarborough (22) chargés d'escorter le convoi, viennent à la rencontre de l'escadre commandée par Jones, permettant aux navires marchands de s'échapper.

Combat mémorable donné le 22 septembre 1779, entre le capitaine Pearson commandant le Serapis et Paul Jones commandant le Bonhomme Richard, gravure de Richard Paton, 1779.

Peu après 19 h 0, la bataille de Flamborough Head débute. Le Serapis engage le combat avec Bonhomme Richard, et peu de temps après, l’Alliance ouvre le feu, à une distance considérable, sur le Countess. Se rendant rapidement compte qu'il ne pourrait remporter le combat contre un bâtiment mieux armé, et tenant compte du vent qui faiblissait, Jones ordonne à son équipage de s'approcher le plus possible de la frégate ennemie et de lancer des grappins pour attacher le Bonhomme Richard au Serapis (sa fameuse tirade, « I have not yet begun to fight ! » est lancé en réponse à une raillerie britannique pendant cette phase d'approche entre les deux navires), finalement après une heure de manœuvres, au cours de laquelle ses hommes postés sur le pont et ses tireurs d'élite infligent des pertes importantes aux Britanniques. L’Alliance passe à quelque distance et lâche une bordée, causant autant de dégâts au Bonhomme Richard qu'au Serapis qui ne faisaient désormais plus qu'un. Pendant ce temps-là, le Countess of Scarborough avait attiré le Pallas sous le vent, à l'écart du combat. Lorsque l’Alliance finit par se rapprocher de ces deux navires, une heure après qu'ils ont commencé à se battre, le Countess — gravement endommagé — abaisse son pavillon et se rend.

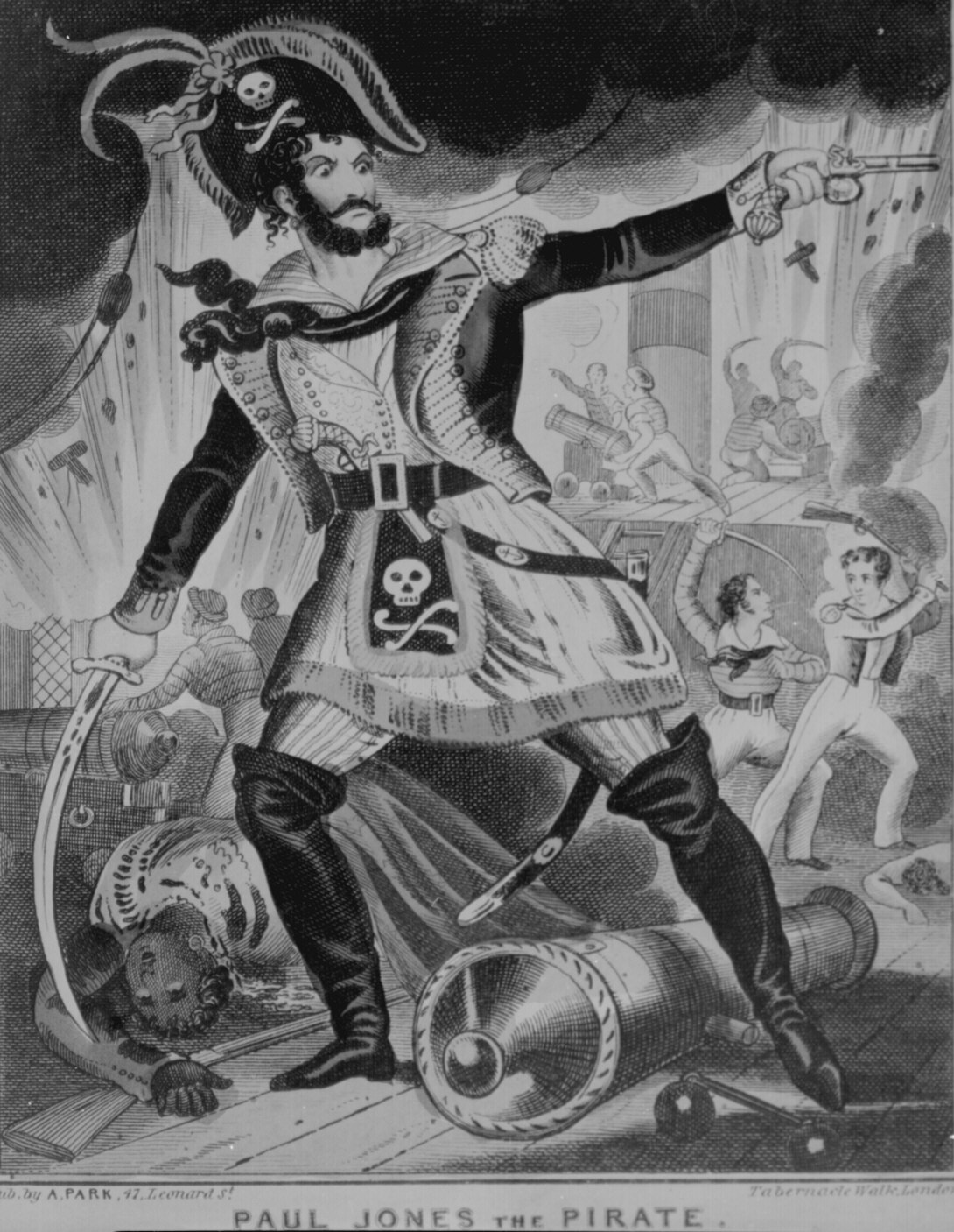
« Paul Jones the Pirate », caricature anglaise d'époque.

Le Bonhomme Richard doit déplorer, lui aussi, d'importants dégâts et commence à brûler et à couler. Au cours des échanges de feu, un tir britannique atteint son pavillon et un des officiers américains, pensant apparemment que son capitaine avait été tué, crie pour signifier que le navire se rendait, le commandant britannique redemande, plus sérieusement cette fois, si le Bonhomme Richard avait abaissé son pavillon. Jones se souviendra par la suite lui avoir répondu « Je suis déterminé à ce que ce soit vous qui abaissiez [le vôtre] », mais, selon plusieurs membres d'équipage et les journaux d'époque qui rapportent le combat, il aurait en réalité dit : « Je vais peut-être couler, mais que je sois maudit si j'abaisse [mon pavillon] »,.
Une tentative britannique d'abordage du Bonhomme Richard est repoussée, et une grenade américaine cause l'explosion d'une importante quantité de poudre sur le pont inférieur du Serapis. C'est alors que l’Alliance revient au centre du combat, lâchant deux nouvelles bordées qui, une fois encore, causent autant de dégâts au Bonhomme Richard qu'au Serapis. Cependant, la tactique américaine fait son effet dans la mesure où, incapable de se dégager d'un navire qui commençait à prendre l'eau et exposé aux tirs de l’Alliance — restée hors de portée de ses propres canons —, le captain Pearson du Serapis se rend à l'évidence que sa situation et compromise et accepte de se rendre. Immédiatement, la plupart des membres d'équipage du Bonhomme Richard sont transférés sur la frégate britannique, alors que le reste tente désespérément de sauver le Bonhomme Richard. Après un jour et demi d'efforts désespérés, les Américains prennent conscience qu'ils n'arriveront pas à le sauver et le laissent couler. Jones prend le commandement du Serapis et met les voiles et direction de l'île de Texel en Hollande, restée neutre (mais globalement favorable à la cause américaine),.
L'année suivante, Louis XVI, le roi de France, lui accorde le titre « chevalier ». Jones accepte cet honneur et exprime le désir que ce titre soit utilisé. Lorsqu'en 1787, le Continental Congress décide qu'une médaille d'or serait frappée en mémoire de sa « vaillance et de ses éminents services » le verso est gravé de la mention « Chevalier John Paul Jones ». Il reçoit également de Louis XVI une décoration de l'Institution du Mérite militaire et une épée au pommeau en or. Célébré en France et aux États-Unis, John Paul Jones est alors considéré en Grande-Bretagne comme un simple pirate.

### Au service de la Russie
En juin 1782, Jones reçoit le commandement de l' USS America, un vaisseau de 74 canons, mais ce commandement lui est retiré lorsque le Congrès américain décide d'offrir l'America à la France en remplacement du vaisseau Le Magnifique, qui avait fait naufrage peu de temps auparavant. Finalement, John Paul Jones reçoit en 1783 la mission de se rendre en Europe afin d'y percevoir les parts de prise qui lui étaient dues. Une fois cette tâche accomplie, Jones est laissé sans emploi. Aussi, il entre en 1788 au service de l'impératrice Catherine II de Russie, qui place en lui une grande confiance, allant jusqu'à dire : « Il parviendra jusqu'à Constantinople ». Il prend le nom de « Pavel Djons » (en russe : Павел Джонз).
Jones pose néanmoins comme condition de pouvoir servir tout en conservant sa nationalité américaine et son rang d'officier. Il est fait contre-amiral de la marine impériale russe et embarque à bord du Vladimir (24 canons), sur lequel il prend part à la campagne naval dans le Liman (un bras de la mer Noire, dans lequel se déversent le Boug méridional et le Dniepr) contre les Turcs. Jones repousse avec succès la flotte ottomane de la zone, mais les intrigues et le jalousie du Prince Grigori Alexandrovitch Potemkine et du Prince consort Charles de Nassau-Siegen font qu'il est rappelé à Saint-Pétersbourg au prétexte qu'il allait être transféré à un commandement en mer du Nord. Sur place, il est laissé sans emploi et peu à peu mis à l’écart. Pendant ce temps-là, ses rivaux s'emploient à le discréditer y compris par des accusations de scandale sexuel sur une fillette de 12 ans, à ce sujet Jones ne réfutera pas l’acte mais le viol déclarant avoir « souvent batifolé » avec la jeune fille en échange de quelques sous. Malgré tout, il rédige à cette époque Narrative of the Campaign of the Liman.
Le 8 juin 1788, Jones est décoré de l'ordre de Sainte-Anne, mais aigri par l'injustice dont il estime avoir été victime, il finit par quitter la Russie et se rend à Paris en 1790.

### Fin de vie à Paris

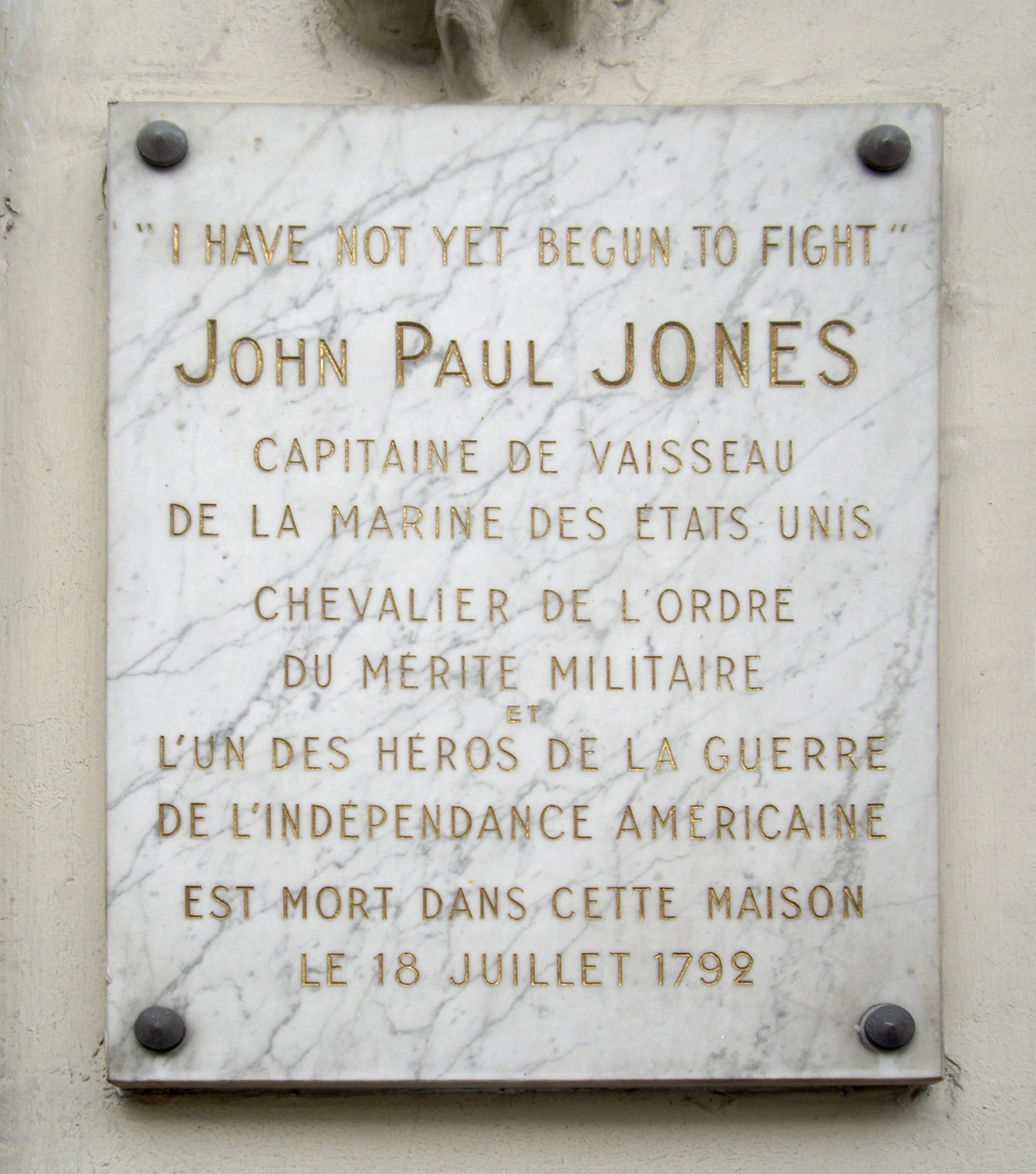
Plaque au no 19 rue de Tournon à Paris.

En mai 1790, Jones arrive à Paris, où il reste jusqu'à la fin de ses jours, bien qu'il ait à plusieurs reprises tenté de reprendre du service au sein de la Marine impériale de Russie. En juin 1792, Jones est nommé consul des États-Unis à Alger pour négocier avec le Dey la libération de prisonniers américains. Cependant, il meurt avant que sa nomination ne lui parvienne, d'une néphrite interstitielle. Il est retrouvé mort étendu sur le ventre sur son lit, dans son appartement situé au troisième étage au no 42 (devenu aujourd'hui le no 19) de la rue de Tournon, le 18 juillet 1792,. Une petite procession de serviteurs, amis et soldats loyaux accompagne son corps sur les 6 km qui séparaient sa résidence du cimetière.
Il est enterré à Paris dans le cimetière Saint-Louis, propriété de la famille royale française. Grâce à la généreuse donation d'un admirateur français, Pierre François Simoneau, ancien commissaire du Roi, qui offre alors la somme de 460 francs, le corps de Jones est préservé dans l'alcool et enseveli dans un cercueil de plomb « dans l'éventualité où les États-Unis décideraient de réclamer ses restes, ceux-ci pourraient être identifiés plus facilement ».
Quatre ans plus tard, le gouvernement révolutionnaire vend le terrain et le cimetière est oublié. Le terrain sera par la suite transformé en jardin, puis en dépôt de carcasses d'animaux morts avant d'accueillir des parieurs misant de l'argent sur des combats d'animaux.

## Recherche du corps
Une mission américaine est envoyée à Paris en 1899 pour retrouver les restes de John Paul Jones, les identifier et les rapatrier. En 1905, après six ans de recherches, l'ambassadeur américain en France, le général Horace Porter, ancien aide de camp d'Ulysses Grant, aidé d'une équipe qui comptait notamment l'anthropologiste Louis Capitan, retrouve le lieu de l'ancien cimetière Saint-Louis des protestants étrangers de Paris, qui est devenu avec les années un terrain vague, puis le sous sol d'immeuble, de cours, de laveries et de baraques de la rue de la Grange-aux-Belles. Lorsque les Américains contactent les propriétaires, ceux-ci ne veulent céder le terrain qu'à des prix astronomiques qui dissuadent d'abord l'entreprise. Finalement, un accord est conclu en février 1905. Les recherches sont organisées, confiées à l'inspection générale des carrières dans les sous-sols, qui sont sondés à la recherche d'un cercueil en plomb. On a recours à des travaux d'excavation pour accéder à son cercueil, notamment une galerie de 245 mètres. Cinq cercueils sont finalement exhumés. Le troisième, sorti de terre le 7 avril 1905, sera par la suite identifié à la suite d'examens post-mortem méticuleux conduits par les docteurs Capitan et Georges Papillault comme étant celui de Jones. L'identification est réalisée par une autopsie, un recoupement d'informations sur son enterrement et une comparaison de son visage avec son buste réalisé par Jean-Antoine Houdon en 1781,.

## Retour posthume aux États-Unis
Les restes de John Paul Jones sont rapatriés aux États-Unis en juillet 1905 à bord de l'USS Brooklyn, escorté par trois autres croiseurs, au départ de Cherbourg. À l'approche des côtes américaines, sept autres navires de guerre de l'US Navy se joignent au convoi et escortent le corps jusqu'à la côte. Le 24 avril 1906, les restes de Jones sont déposés dans un nouveau cercueil installé dans Bancroft Hall à l'intérieur de l'Académie navale d'Annapolis, dans le Maryland, à l'issue d'une cérémonie qui a lieu dans Dahlgren Hall, présidée par le président des États-Unis Théodore Roosevelt qui prononce à cette occasion un long discours au cours duquel il rend un hommage appuyé au marin, en présence de son cabinet, d'une partie du Congrès et du corps diplomatique. Le 26 janvier 1913, les restes du « Captain » Jones sont finalement placés dans un majestueux sarcophage de marbre et de bronze, au style rappelant celui du tombeau de Napoléon Bonaparte, placé dans la Naval Academy Chapel à Annapolis,.

## Galerie

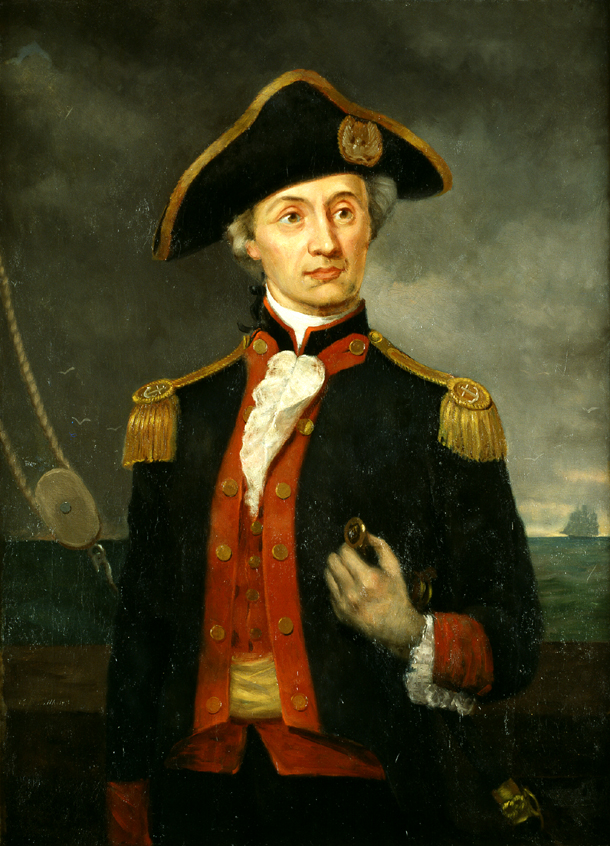
Portrait posthume par George Bagby Matthews (1857-1943), huile sur toile (vers 1890).
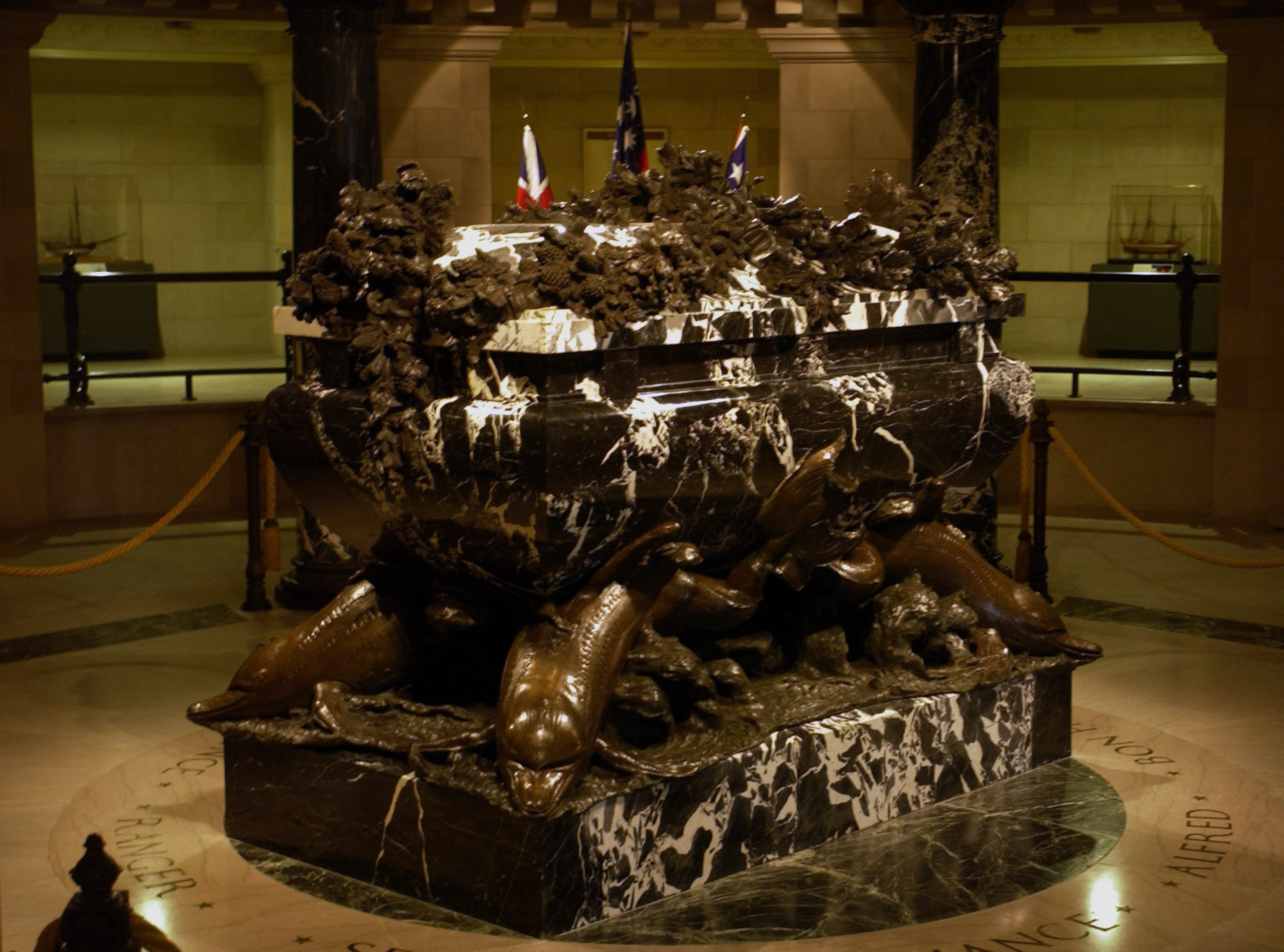
Le sarcophage de marbre et de bronze dans lequel John Paul Jones repose à l'Académie navale d'Annapolis.
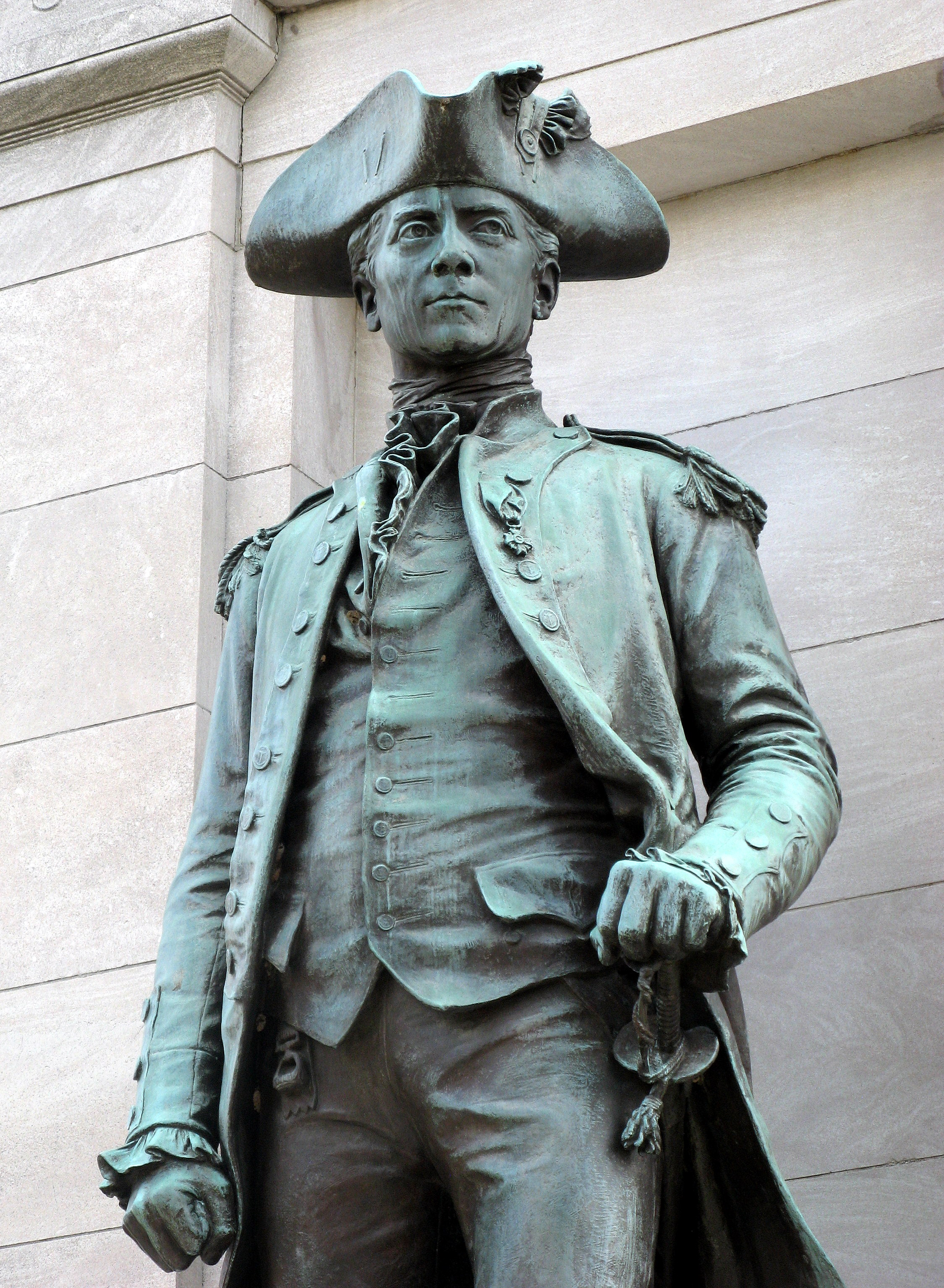
Le John Paul Jones Memorial à Washington, D.C.
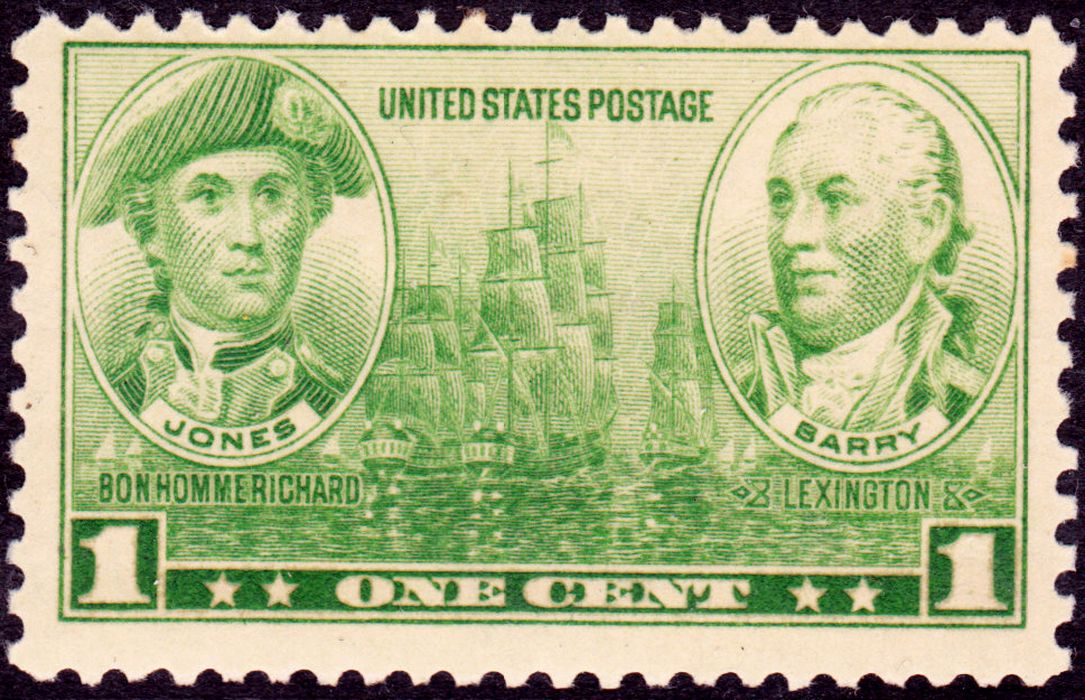
Timbre américain de 1937 à l'effigie de John Paul Jones.

## Dans la littérature
James Fenimore Cooper, le personnage titre du quatrième roman de l'auteurThe Pilote publié en 1824, est explicitement désigné comme étant Paul Jones agissant sous le pseudonyme de Mr Gray. La base de l'intrigue s'inspire de la tentative d'enlèvement de Lord Selkirk.[lire en ligne]
Dans son roman Le Capitaine Paul, Alexandre Dumas décrit un héros en utilisant quelques faits réels de la vie de John Paul Jones, [lire en ligne].
Herman Melville en fait l'un des principaux personnages de son roman Israël Potter.
Blaise Cendrars, John Paul Jones ou l'Ambition, Montpellier, Fata Morgana, 1989 (fragments d'un roman inachevé, écrits entre 1926 et 1933).

## Cinéma et télévision
- 1910 : The Stars and Stripes de J. Searle Dawley avec Edwin August ;
- 1953 : Night Strike de Robert Stevenson avec Glenn Langan ;
- 1954 : John Paul Jones de Albert McCleery avec Lamont Johnson ;
- 1959 :
  - John Paul Jones, maître des mers de John Farrow avec Robert Stack ;
  - Tiens bon la barre, matelot de Norman Taurog avec Jerry Lewis ;
- 2002 : Not Yet Begun to Fight ! de Judith Reilly et Marsha Goodman avec Liam Neeson.

## Hommages
- Son nom est porté par le destroyer de la marine des États-Unis USS John Paul Jones (DDG-53), qui est le navire dont le commandement échoit au héros du film Battleship (2012).
- L'astéroïde (9258) Johnpauljones a été nommé en son honneur.
- Une chanson de marins célébrait John Paul Jones : Intitulée Elle Tourne la Fortune elle célèbre l'exploit de la bataille de Flamborough head...Le refrain contient les vers suivants : Pour nous ou pour vous, pour vous ou pour nous, sur la terre ou dans la lune elle tourne la fortune... Et voici Paul jones qui vient (bis), le vaillant petit bonhomme...Il était américain! Elles rendent à la fois hommage à John Paul Jones, à son navire (le Bonhomme Richard, ex Duc de Duras) et évoquent les péripéties et rebondissements du duel épique avec la frégate anglaise Serapis[43]

### Sources et bibliographie
- En français :
  - Tugdual de Langlais, Jean Peltier Dudoyer, l'armateur préféré de Beaumarchais, de Nantes à l'Isle de France, Éd. Coiffard, 2015, 340 p.  (ISBN 9782919339280).
  - Alain Boulaire, John Paul Jones ou la vie aventureuse d'un corsaire…, Ed. Le Télégramme, 2012, 219 p.
  - Valentine Thomson, Le corsaire chez l'impératrice, Librairie Plon, 1936, 308 p.
  - Jacques Mordal, 25 siècles de guerre sur mer, Éditions Marabout Université (2 volumes), Verviers, 1959
- En anglais :
  - (en) John Henry Sherburne, Life and Character of the Chevalier John Paul Jones : A Captain in the Navy of the United States, During Their Revolutionary War, Washington D.C, Wilder & Campbell, 1825, 364 p. (lire en ligne)
  - (en) John Henry Sherburne, The life of Paul Jones : from original documents in the possession of John Henry Sherburne, Londres, J. Murray, 1825, 320 p. (lire en ligne)
  - (en) John Frost, American Naval Biography, Bedford (Massachusetts), Applewood, 2009 (1re éd. 1844), 9-35 p. (ISBN 978-1-4290-2128-9, lire en ligne)
  - (en) John Frost, The Pictorial Book Of The Commodores : Comprising Lives Of Distinguished Commanders In The Navy Of The United States, New York, Nafis & Cornish, 1845, 432 p. (lire en ligne)
  -  (en) « John Paul Jones », dans Encyclopædia Britannica [détail de l’édition], 1911 (lire sur Wikisource).
  - (en) Reginald De Koven, The Life and Letters of John Paul Jones, Londres, Werner Laurie, 1913, 2 vol.
  - (en) Elizabeth H. Cotten, The John Paul Jones-Willie Jones Tradition, Charlotte, Caroline du Nord, Heritage Printers, 1966 (ASIN B0007F8TO2)
  - (en) James C. Bradford, Guide to the microfilm edition of the papers of John Paul Jones, 1747-1792, Alexandria, Virginie, Chadwyck-Healey, 1986
  - (en) James C. Bradford, The papers of John Paul Jones, Cambridge, Royaume-Uni ; Alexandria, Virginie, Chadwyck-Healey, 1986, 10 microfilms réels de 35 mm
  - (en) Jean Boudriot, John Paul Jones and the Bonhomme Richard, Collection archéologie navale française, 1987 (ISBN 2-903178-20-8)Une étude technique du Bonhomme Richard
  - (en) William Gilkerson, The Ships of John Paul Jones, Annapolis, Naval Institute Press, 1987, 83 p. (ISBN 0-87021-619-8)Une étude technique des bâtiments montés par John Paul Jones.
  - (en) Adam Goodheart, « Home is the sailor », Smithsonian Magazine,‎ avril 2006, p. 32-46 (lire en ligne)
  - (en) « John Paul Jones », Harper's Magazine, New York, Harper and Bros, vol. 11, no 62,‎ 1855, p. 145-170 (lire en ligne)
  - Samuel Eliot Morison (ill. Erwin Raisz), John Paul Jones : A Sailor's Biography, Boston, Massachusetts, U.S. Naval Institute Press Bluejacket Books edition, septembre 1999 (1re éd. 1959), 534 p. (ISBN 1-55750-410-5)
  - (en) L. Edward Purcell, Who was Who in the American Revolution, New York, Facts on File, 1993, 548 p. (ISBN 0-8160-2107-4)
  - (en) Evan Thomas, John Paul Jones : Sailor, Hero, Father of the American Navy, Waterville, ME, Thorndike Press, 2003, 700 p. (ISBN 0-7862-5875-6)Biographie populaire.